# Real de Colima
El Club Real de Colima conocido popularmente como Real Colima y con el mote de 'Tuberos', fue un equipo del futbol mexicano que militó en la Primera División A. 
Nació mediante el esfuerzo de un grupo de empresarios colimenses que se unieron con el fin de tener un equipo en el estado y en donde los jugadores locales pudieran darse a conocer y fueran proyectados a la Primera División Mexicana. 

## Historia
En junio del 2006, un grupo de empresarios con apoyo del gobierno del estado, comenzaron negociaciones con el Club de Fútbol Atlante, con el fin de llevar futbol a la región. Finalmente el gobierno del estado compró el 50 % de la franquicia del Club Pegaso Anáhuac, mismo que había ascendido a Primera A. Se acordó entonces que el Club de Fútbol Atlante controlaría el aspecto deportivo y el gobierno del estado el aspecto administrativo. 
Durante el Clausura 2007, Real de Colima logró llegar a la liguilla; en 4tos. de final, enfrentó a Club Celaya, en el juego de ida empataron a 2 - 2, el juego de vuelta no se disputó ya que Celaya fue descalificado por alinear de manera indebida a un jugador durante el primer partido. En Semifinales se enfrentó a Dorados de Sinaloa; en el juego de ida, disputado en el Estadio Colima empataron a cero goles, sin embargo, en el juego disputado en Sinaloa, los 'Tuberos' finalmente cayeron y Dorados llegó a la final. 
Para los primeros meses del año 2007 los empresarios colimenses iniciaron negociaciones con el fin de comprar el total de la franquicia y evitar la desaparición del equipo como ya antes había sucedido con los extintos equipos que ya habían jugado en el estado como Jaguares de Colima y Huracanes de Colima. La compra definitiva se dio al término del torneo Clausura 2007. 
En los torneos de Apertura 2007 y Clausura 2008, el equipo no logró la calificación a la liguilla en ambos torneos, siendo el Clausura 2008 el peor torneo que ha tenido el equipo desde que llegó al estado, terminando en la décima posición de su grupo. Para el torneo de Apertura 2008 el equipo se reforzó en todas sus líneas, dando resultados de inmediato, al empatar a dos goles en partido de pretemporada contra el Club Deportivo Guadalajara en un estadio repleto. 
Con los cambios del torneo Apertura 2009 como el cambio de nombre a Liga de Ascenso, la reducción a 17 equipos y la eliminación de los grupos la franquicia se muda y el equipo desaparece.

## Estadio

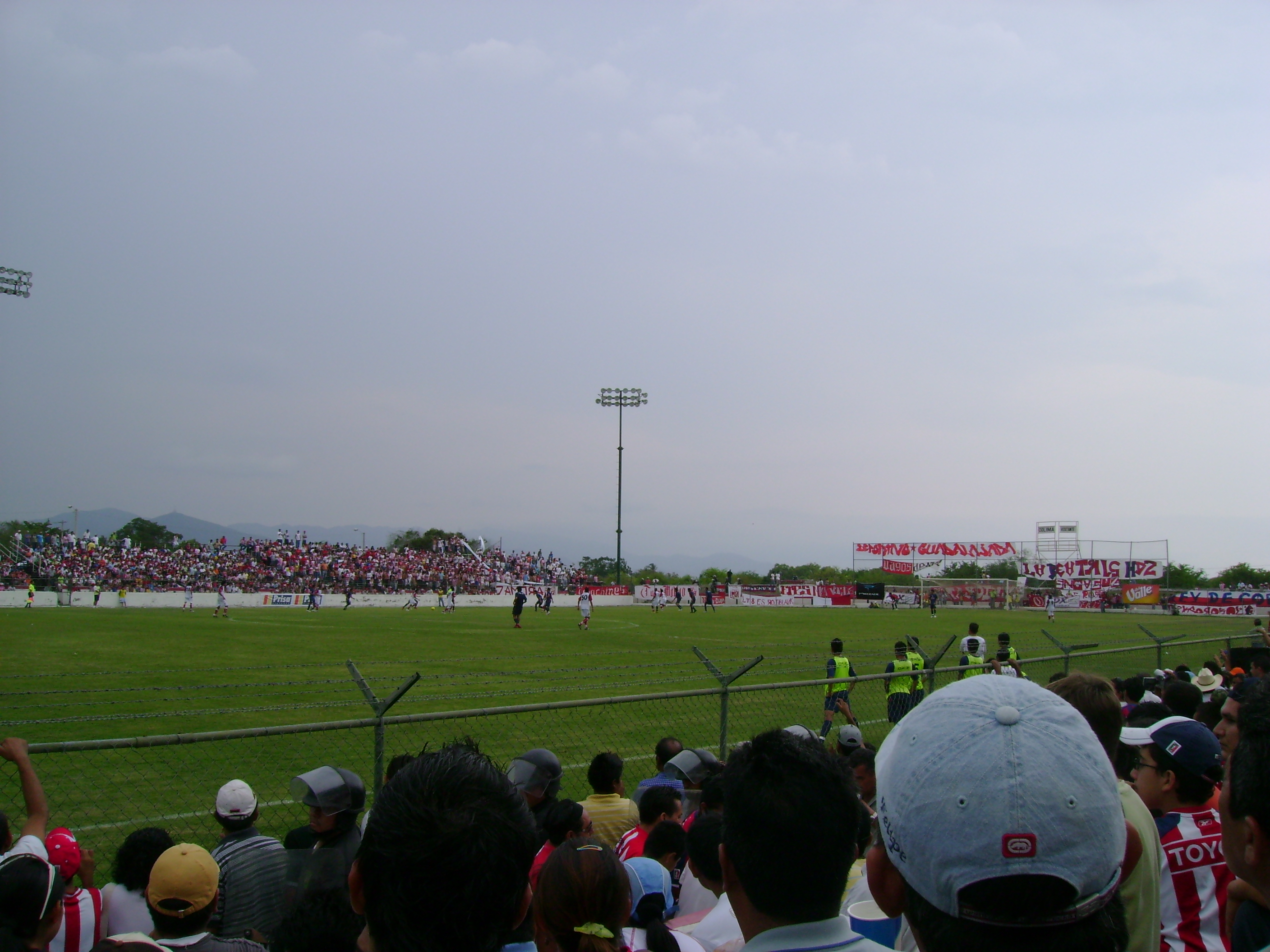
Estadio Colima

## DT's
- José Guadalupe Cruz (2006)
- Gastón Ángel Obledo Loo (2007)
- François Omam-Biyik (2007)

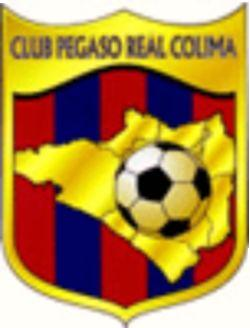
Real de Colima "Tuberos"

- Marco Antonio Sánchez Camacho (2007 - 2008)
- Eduardo Rergis (2008)
- Rodolfo Martínez Corona (2009)